# Abdul Carter
Abdul Jabar Carter (* 2. Januar 2004 in Philadelphia, Pennsylvania) ist ein US-amerikanischer American-Football-Spieler auf der Position des Defensive Ends. Er spielte College Football für die Penn State Nittany Lions der Pennsylvania State University. Er wurde im NFL-Draft 2025 an dritter Stelle von den New York Giants ausgewählt.

## Frühe Jahre und College
Carter wurde in Pennsylvanias größter Stadt Philadelphia geboren und wuchs im benachbarten Glenside auf. Er besuchte die La Salle College High School in Wyndmore, an der er in der Football- und Basketballmannschaft aktiv war. In der Footballmannschaft war er zunächst als Runningback und Safety aktiv, in seinem ersten Highschooljahr wechselte er jedoch graduierlich auf die Linebacker-Position. Er konnte er in seinem letzten Highschooljahr 78 Tackles sowie zwei Sacks verzeichnen. Er wurde zum MVP seiner Mannschaft gewählt und war zweimal Teil des All-State-Teams. Darüber hinaus war er mit seiner Mannschaft sehr erfolgreich und die Philadelphia Catholic League gewinnen. Nach seinem Highschoolabschluss 2022 lagen ihm Angebote mehrerer namhafter Universitäten vor, dort College Football zu spielen.
Carter entschied sich, ein Angebot der Pennsylvania State University anzunehmen und für die dortigen Nittany Lions zu spielen. Nachdem er in seinem Freshman-Jahr dort ein wichtiger Wechselspieler als Linebacker gewesen war, entwickelte er sich in seinem Sophomore-Jahr an der Schule zum Stammspieler in der Defense seiner Mannschaft. In seinem Junior-Jahr wechselte er von der Linebacker-Position auf die des Defensive Ends. Insgesamt kam er in 42 Spielen zum Einsatz und konnte dabei 172 Tackles, 23 Sacks sowie eine Interception verzeichnen. Insbesondere in seinem letzten Jahr galt er als einer der besten Defensive Spieler im College Football. So wurde er ins All-American-Team sowie zum Big Ten Defensive Player of the Year gewählt. Außerdem stand er zweimal in der All-Big-Ten-Auswahl. Auch mit seiner Mannschaft war er erfolgreich: So konnten sie 2022 den Rose Bowl sowie 2024 den Fiesta Bowl gewinnen. 2024 zogen sie in die reformierten College Football Playoffs ein und erreichten das Halbfinale, das sie allerdings gegen die Notre Dame University verloren. Nach der Saison verkündete Carter, auf seine letzte Saison im College Football zu verzichten und stattdessen am NFL-Draft teilzunehmen. Dort galt er als einer der besten Spieler seines Jahrgangs. Er wurde an dritter Stelle von den New York Giants ausgewählt.

## Privates
Carter hat insgesamt vier Geschwister, zwei Schwestern und zwei Brüder. Im April 2024 wurde er angezeigt, nachdem er mit einem Abschleppwagenfahrer in eine körperliche Auseinandersetzung geraten war und diesem eine Rippenfraktur zugefügt hatte. Im Juni 2024 wurde er daraufhin in ein Interventionsprogramm aufgenommen, dass Sozialstunden sowie einen Aggressionsbewältigungskurs beinhaltete.